# Pierre Turquaise

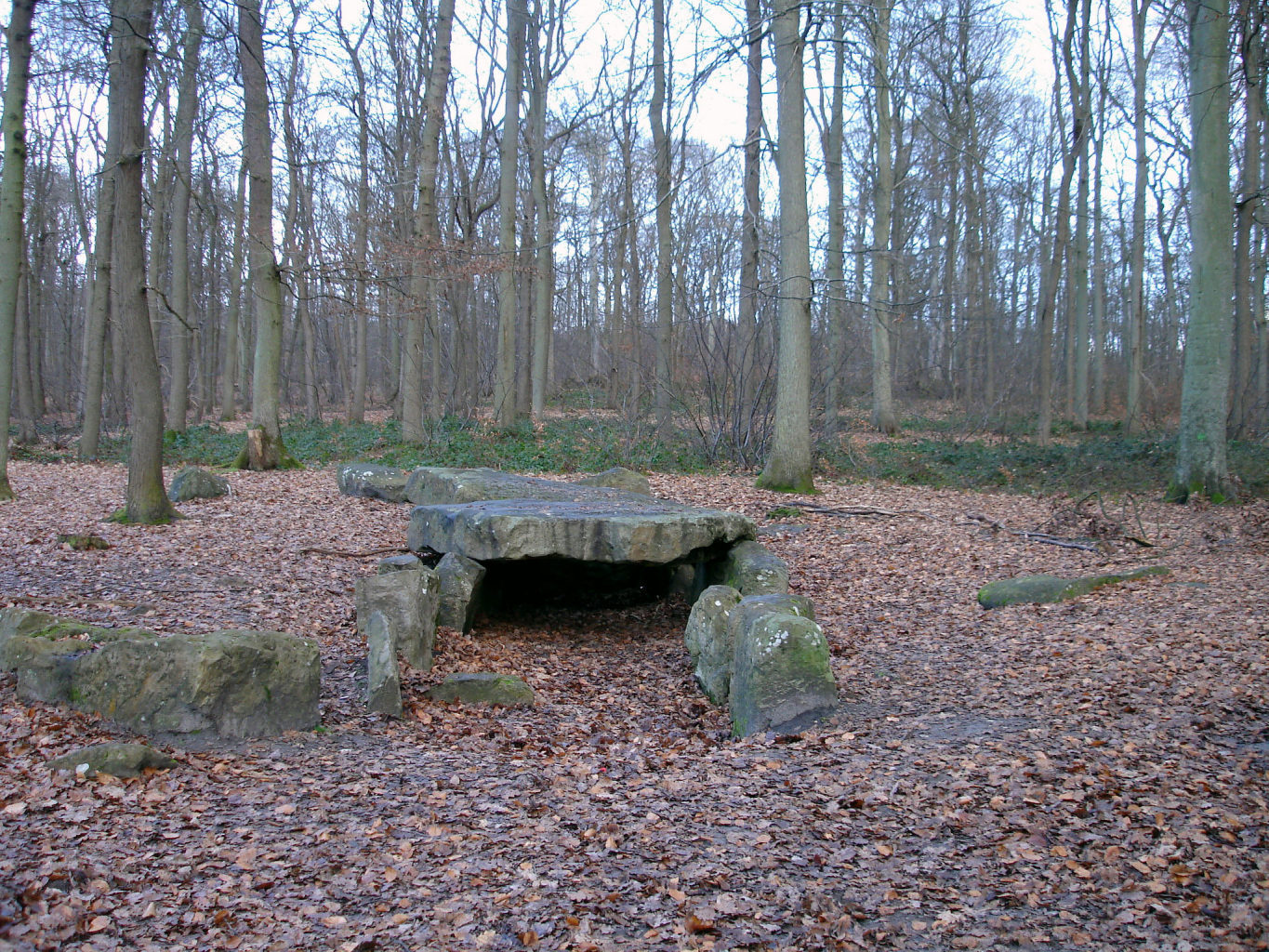
Pierre Turquaise

Pierre Turquaise – neolityczny grobowiec galeriowy, znajdujący się w lesie Carnelle w pobliżu Saint-Martin-du-Tertre we francuskim departamencie Val-d’Oise. Od 1900 roku posiada status monument historique.
Datowany na ok. 2000 p.n.e. grobowiec ma 12 m długości, szerokość 2,4 m i 1,7 m wysokości. Zachowały się trzy kamienie stropowe o wadze od 8 to 18 ton. W ciągu swojej historii monument poważnie ucierpiał: w 1755 roku książę Ludwik Franciszek Burbon-Conti urządził w jego wnętrzu zagrodę dla swoich psów myśliwskich, później służył jako chata dla robotników leśnych. W 1842 roku kamieniarze zaczęli rozbierać grobowiec na budulec, zabytek został jednak uratowany przed zniszczeniem dzięki interwencji Alexandre Hahna. W 1930 i 1969 roku poddano go renowacji. W 1985 roku megalit został poważnie uszkodzony na skutek eksplozji po tym, jak nieznani sprawcy podłożyli pod niego ładunki wybuchowe.
Wnętrze grobowca zostało rozszabrowane w czasach historycznych. W trakcie przeprowadzonych współcześnie prac archeologicznych w okolicy odkryto narzędzia i ozdoby wykonane z kamienia oraz kości. Podczas prac restauracyjnych w 1969 roku na kamieniach nośnych przy wejściu do grobowca odkryte zostały ryty przedstawiające postać żeńską znaną także z innych podobnych obiektów, tzw. „boginię megalitów”.